# National Model Railroad Association
La National Model Railroad Association, o NMRA, es una organización sin fines de lucro para los involucrados en la afición o el negocio de los trenes en miniatura. Fue fundada en Estados Unidos en 1935, en una reunión en Milwaukee (Wisconsin, asistiendo modelistas de Canadá y Estados Unidos, y ahora está activa en Canadá, Australia, Gran Bretaña y los Países Bajos. Previamente tuvo su sede en Indianápolis (Indiana), pero ahora tiene su sede en Soddy-Daisy (Tennessee).
La NMRA tiene divisiones de ámbito local, organizados en Regiones. Las Divisiones pueden reunirse de manera regular, y hay convenciones regionales anuales que permiten a los miembros la socialización, participar en concursos y asistir a cursillos sobre diversos temas. A nivel nacional se celebra una convención y un espectáculo de trenes.
La actividad más conocida de la NMRA es la creación de normas y documentos conocidos como prácticas recomendadas (RP), para los equipos de modelismo ferroviario. Muchas de las normas definidas por la NMRA son ampliamente seguidas por la industria y modelistas, incluyendo sus vías a escala y estándar de ruedas HO (S-3, S-4) y RP relacionados (RP2, 8, 10 a 15, y 25), el conjunto de normas para DCC (control de mando digital) que son (S-9.1, S-9.2 y S-9.3, de S-9.1.1 a S-9.3.2), y el conjunto de estándares NMRAnet: OpenLCB(S-9.7) y CMRInet(S-9.10) en desarrollo.
El diseño de las ruedas RP25 en particular, ha sido fundamental para garantizar la fiabilidad y la interoperabilidad de los equipamientos de modelismo ferroviario en los Estados Unidos, ya que prácticamente todos los fabricantes de dicho equipamiento utiliza ruedas que cumplen con el estándar RP. Esto está en marcado contraste con el mercado británico, en el que no existe una norma aceptada entre los fabricantes. En Europa, el estándar NEM (Normas de Modelismo Europeas) se sigue ampliamente, pero está, por lo general, más alejado de la precisión prototipo que los estándares NMRA.
La NMRA nunca ha definido un estándar de cumplimiento, ya que la NMRA no ratifica un producto comercial. La NMRA prueba los productos y emite una orden de Conformidad que indica que cumple con las normas aplicables. Muchos fabricantes DCC no buscan una Garantía de Conformidad, lo que no significa que el dispositivo no cumple con la norma. Los productos con el logotipo de NMRA DCC por sí mismos tienen que cumplir con los estándares NMRA DCC. Si algunas funciones no están disponibles, por ejemplo, si ciertos modos de paso de velocidad no son compatibles, el envase tiene que indicarlo para que el comprador pueda tomar una decisión informado, o simplemente puede ser que el paquete no lleve el logo NMRA DCC.
La razón principal para la creación de la NMRA era fomentar la interoperabilidad entre los fabricantes, lo cual era al principio un problema grave. Sus trenes pueden o no circular en la maqueta de un amigo. Hoy, gracias a los esfuerzos de la NMRA, esto no es un problema.
La NMRA considera la educación de los modelistas de ferrocarril y anima a los modelistas a aprender y mejorar sus habilidades para ser parte de su misión. La NMRA ejecuta un Programa de Logros para fomentar estas habilidades, y organiza concursos de modelismo.
Parte del propósito de la NMRA es la promoción de la afición a los ferrocarriles en miniatura. Como parte de su misión, la NMRA publica la Revista NMRA (anteriormente Scale Rails, y originalmente llamado Boletín de la NMRA) que cuenta con artículos y comentarios de interés para los miembros, así como la publicación de nuevas normas y noticias de la NMRA. La Revista NMRA es exclusiva para los miembros. Puede haber también publicaciones regionales y de las Divisiones.
La NMRA es la sede de la A.C. Kalmbach Memorial Library, que contiene libros y videos relacionados con el ferrocarril, y fue designada recientemente como la biblioteca oficial del ferrocarril del estado de Tennessee. La biblioteca se encuentra junto a la División de Georgia de la Norfolk Southern Railway y el Museo del Ferrocarril del Valle de Tennessee. Es el nombre de Al C. Kalmbach, fundador de Kalmbach Publishing, cuyas revistas originales son de Modelismo ferroviario y Trenes. Al Kalmbach era también el primer miembro de la NMRA, como uno de los fundadores y partidarios de la NMRA.